# 艾热提·马木提
艾热提·马木提（1969年10月—2016年9月），男，维吾尔族，新疆皮山人，中华人民共和国警察，和田地区皮山县公安局原副局长，全国公安系统一级英雄模范，“人民英雄”国家荣誉称号和“最美奋斗者”荣誉称号获得者。